# Club-assistent Brabantcup (marathonschaatsen) 2024/2025
De Club-assistent Brabantcup (marathonschaatsen) 2024/2025 is het jaarlijks terugkerende klassement over de gehouden Noord-Brabantse Marathon Cup wedstrijden in Nederland. De Brabantcupwedstrijden werden gehouden op de drie kunstijsbanen in Noord-Brabant. Het eindklassement werd gewonnen bij de mannen door Jorrit Bergsma en bij de vrouwen door Marijke Groenewoud.
Hieronder is een overzicht van de winnaars van de marathon cup's en een overzicht van het eindklassement.
| Divisie             | Eerste             | Tweede         | Derde           |
| ------------------- | ------------------ | -------------- | --------------- |
| Top-divisie mannen  | Jorrit Bergsma     | Ronald Haasjes | Jeroen Janissen |
| Top-divisie vrouwen | Marijke Groenewoud | Esther Kiel    | Jet Fransen     |

## Marathon Cup wedstrijden
| Datum       | Plaats    | Wedstrijd                                    | Winnaar mannen    | Winnaar vrouwen    |
| ----------- | --------- | -------------------------------------------- | ----------------- | ------------------ |
| 21 december | Breda     | Marathon Cup 9; Club-assistent Brabantcup 1  | Christian Haasjes | Marijke Groenewoud |
| 10 januari  | Eindhoven | Marathon Cup 11; Club-assistent Brabantcup 2 | Jorrit Bergsma    | Marijke Groenewoud |
| 11 januari  | Tilburg   | Marathon Cup 12; Club-assistent Brabantcup 3 | Evert Hoolwerf    | Marijke Groenewoud |

## Eindklassementen
Top-divisie mannen
| Algemene stand | Algemene stand     | Algemene stand | Algemene stand                  | Algemene stand | Algemene stand | Algemene stand | Algemene stand |
| Nr.            | Naam               | Nationaliteit  | Ploeg                           | Punten         | Punten         | Punten         | Punten         |
| Nr.            | Naam               | Nationaliteit  | Ploeg                           | #1             | #2             | #3             | Totaal         |
| -------------- | ------------------ | -------------- | ------------------------------- | -------------- | -------------- | -------------- | -------------- |
| 1              | Jorrit Bergsma     | Nederland      | Royal A-ware                    | 20             | 30,1           | 17             | 67,1           |
| 2              | Ronald Haasjes     | Nederland      | Bouwselect / De Haan Westerhoff | 17             | 26             | 22             | 65             |
| 3              | Jeroen Janissen    | Nederland      | OKAY/Interfarms                 | 18             | 22             | 20             | 60             |
| 4              | Christiaan Haasjes | Nederland      | Bouwselect / De Haan Westerhoff | 30,1           | 21             |                | 51,1           |
| 5              | Evert Hoolwerf     | Nederland      | Team Reggeborgh                 |                | 18             | 30,1           | 48,1           |
| 6              | Luc ter Haar       | Nederland      | Bouwselect / De Haan Westerhoff |                | 20             | 26             | 46             |
| 7              | Harm Visser        | Nederland      | Team Essent                     | 26             | 15             |                | 41             |
| 8              | Mats Stoltenborg   | Nederland      | Team Essent                     |                | 23             | 9              | 32             |
| 9              | Lars Woelders      | Nederland      | Sprog                           | 22             | 6              |                | 28             |
| 10             | Kars Jansman       | Nederland      |                                 |                | 16             | 11             | 27             |

Top-divisie vrouwen
| Algemene stand | Algemene stand       | Algemene stand | Algemene stand                      | Algemene stand | Algemene stand | Algemene stand | Algemene stand |
| Nr.            | Naam                 | Nationaliteit  | Ploeg                               | Punten         | Punten         | Punten         | Punten         |
| Nr.            | Naam                 | Nationaliteit  | Ploeg                               | #1             | #2             | #3             | Totaal         |
| -------------- | -------------------- | -------------- | ----------------------------------- | -------------- | -------------- | -------------- | -------------- |
| 1              | Marijke Groenewoud   | Nederland      | Team Albert Heijn Zaanlander        | 25,1           | 25,1           | 25,1           | 75,3           |
| 2              | Esther Kiel          | Nederland      | Puur ICT-BTZ                        | 21             | 12             | 16             | 49             |
| 3              | Jet Fransen          | Nederland      | Wokke Vastgoed                      | 16             | 14             | 18             | 48             |
| 4              | Tessa Snoek          | Nederland      | VGR Sport / Vreugdenhil Dairy Foods | 17             | 16             | 13             | 46             |
| 5              | Elsemieke van Maaren | Nederland      | OKAY/Interfarms                     | 18             | 13             | 12             | 43             |
| 6              | Gioya Lancee         | Nederland      | Puur ICT-BTZ                        |                | 18             | 21             | 39             |
| 7              | Bente Kerkhoff       | Nederland      | Team Albert Heijn Zaanlander        |                | 21             | 17             | 38             |
| 8              | Kim Talsma           | Nederland      | Bouwbedrijf De Vries                |                | 15             | 15             | 30             |
| 9              | Tjilde Bennis        | Nederland      | Turner                              | 15             | 6              | 5              | 26             |
| 10             | Femke Mossinkoff     | Nederland      | VGR Sport / Vreugdenhil Dairy Foods | 12             | 11             |                | 23             |

Marathon Cup 1 · 
Marathon Cup 2 · 
Marathon Cup 3 ·
Marathon Cup 4 · 
Marathon Cup 5 · 
Marathon Cup 6 · 
Marathon Cup 7 · 
Marathon Cup 8 · 
De Vier van Noord-Holland 1 · 
De Vier van Noord-Holland 2 · 
De Vier van Noord-Holland 3 · 
De Vier van Noord-Holland 4 · 
Marathon Cup 9 · 
NK kunstijs · 
Marathon Cup 10 · 
Marathon Cup 11 · 
Marathon Cup 12 · 
Marathon Cup 13 · 
Grand Prix 1 · 
Open NK natuurijs · 
Grand Prix 2 · 
Grand Prix 3 · Marathon Cup 14 · 
Marathon Cup 15 · 
Grand Prix 4 · 
Grand Prix 5 · 
Grand Prix 6 ·  
Marathon Cup 16  · 
Klassementen: KNSB Cup ·
Jongeren · 
Ploegen ·
Grand Prix ·
Club-assistent Brabantcup ·
De Vier van Noord-Holland
Lijst van schaatsmarathonrijders 2024/2025
2021/2022 ·
2022/2023 ·
2023/2024 ·
2024/2025